# Moldomin
Moldomin S.A. Moldova Nouă este o companie minieră din România, înființată în anul 1965.
Obiectul principal de activitate al Moldomin S.A. îl reprezintă extracția și prepararea minereurilor cuprifere din carieră și subteran și valorificarea concentratului cupros.
Moldomin Moldova Nouă este obiectiv de interes național, pentru că deține 30% din rezervele de cupru ale României și este încadrată la "obiective strategice'.
În anul 2007, un consorțiu format de companiile Energo Mineral, Cuprom și Ipronef din Baia Mare a cumpărat pachetul majoritar de acțiuni de la Moldomin.
Prin contract, acesta s-a angajat să investească în exploatarea cupriferă aproximativ 120 de milioane de euro și să înființeze 350 de noi locuri de muncă.
După închiderea Minei Anina, ca urmare a accidentului colectiv din iarna anului 2006, soldat cu șapte morți, Moldomin Moldova Nouă a rămas singura exploatare minieră din Caraș-Severin.
La un moment dat numărul angajaților de la Moldomin se ridica la peste 5.000 de oameni
(2.500) după altă sursă.
Număr de angajați în 2005: 1.100